# 东海大学医疗技术短期大学
东海大学医疗技术短期大学（日语：／ Tōkai Daigaku Junior Iryōgijutsu Tanki Daigaku *），简称医短，是過去一所位于日本神奈川县平塚市的私立大學短期大学。

## 概要

### 简介
- 短期大学为于1974年开办[2][3]、由学校法人东海大学经营[4]。为男女同校[5]。

### 历史
- 1974年 东海大学医疗技术短期大学成立并同时设置两个学科、以下列举[3]。
  - 第一护理学科
  - 第二护理学科（招生到于2003年、停办于2005年）
- 2004年 第一护理学科更名为护理学科。
- 2022年 停辦。

### 宪章
- 请参看东海大学医疗技术短期大学的标志 （页面存档备份，存于） （日語） 2014年5月18日阅览。

### 教育与研究
- 东海大学医疗技术短期大学的护理学科有护理人员培训课程。

## 学校环境
- 校区：在神奈川县平塚市

## 历任校长
- 灰田宗孝：现在短期大学校长[6]

## 组织

### 学科
- 护理学科

### 前学科
| - 第一护理学科 - 第二护理学科 |

### 专科
| - 没有 |

### 业余课程
| - 没有 |

### 附属机关
| - 图书馆 - 总合护理研究设施 |

## 知名校友
- 青木美沙子：女时装模特儿

## 相关链接
- 日本短期大学列表
- 东海大学短期大学部
- 东海大学福冈短期大学